# Ostoja Przedborska
Ostoja Przedborska este o arie protejată (sit de importanță comunitară — SCI) din Polonia întinsă pe o suprafață de 11.605,21 ha, integral pe uscat.

## Localizare
Centrul sitului Ostoja Przedborska este situat la coordonatele 50°59′52″N 20°03′26″E / 50.9979°N 20.0572°E.

## Înființare
Situl Ostoja Przedborska a fost declarat sit de importanță comunitară în aprilie 2004 pentru a proteja 3 specii de plante și 8 specii de animale.

## Biodiversitate
Situată în ecoregiunea continentală, aria protejată conține 13 habitate naturale: Pajiști uscate seminaturale și facies de acoperire cu tufișuri pe substraturi calcaroase (Festuco-Brometalia) (* situri importante pentru orhidee), Fânețe de joasă altitudine (Alopecurus pratensis, Sanguisorba officinalis), Turbării active, Mlaștini turboase de tranziție și turbării mișcătoare, Depresiuni pe substraturi de turbă de Rhynchosporion, Păduri de fag Luzulo-Fagetum, Păduri de fag Asperulo-Fagetum, Păduri de stejar și carpen Galio-Carpinetum, Mlaștini împădurite, Păduri aluvionare cu Alnus glutinosa și Fraxinus excelsior (Alno-Padion, Alnion incanae, Salicion albae), Păduri mixte riverane de Quercus robur, Ulmus laevis și Ulmus minor, Fraxinus excelsior sau Fraxinus angustifolia, de-a lungul marilor râuri (Ulmenion minoris), Păduri stepice euro-siberiene cu Quercus spp., Păduri de brad Holy Cross (Abietetum polonicum).
La baza desemnării sitului se află mai multe specii protejate:
- plante (3): papucul doamnei (Cypripedium calceolus), Hamatocaulis vernicosus, dedițelul (Pulsatilla patens)
- amfibieni (1): buhai de baltă cu burta roșie (Bombina bombina)
- mamifere (4): castor (Castor fiber), vidră de râu (Lutra lutra), liliac cu urechi mari (Myotis bechsteinii), liliac comun (Myotis myotis)
- nevertebrate (2): albilița portocalie (Colias myrmidone), fluturele purpuriu (Lycaena dispar)
- pești (1): dunăriță (Sabanejewia aurata)